# Konceptualne mape
Konceptualno mapiranje (pojmovna mapa) je tehnika za vizualiziranje veza između različitih pojmova. A konceptualna mapa je dijagram koji pokazuje vezu između različitih pojmova.  Pojmovi su povezani strelicama, u razgranatu hijerarhijsku strukturu. Veza između pojmova je, radi lakšeg razumijevanja, povezana frazama (nalaze se na strelicama)  kao npr. rezultira, odnosi se ili potrebno je.

## Razvoj
Tehniku konceptualnog mapiranja razvio je Joseph D.Novak i njegov tim na sveučilištu Cornell 70-ih godina prošlog stoljeća. Konceptualne mape imaju svoje porijeklo u učenju kretanja zvanog konstruktivizam. Konstruktivizam smatra da učenik aktivno gradi znanje. Novakov rad se bazirao na kognitivnim teorijama Davida Ausubela (teorija asimilacije), koji je naglašavao važnost predznanja kao mogućnost da se uče novi pojmovi.

## Upotreba
Konceptualne mape se koriste kako bi stimulirale proizvodnju ideja, a vjeruje se da pomažu i kreativnosti. npr. konceptualne mape se nekada koriste kao brainstorming. Formalizirane konceptualne mape se koriste i u dizajniranju aplikacija.
Konceptualne mape se također koriste u obrazovanju i poslovima za:
- Bilježenje i sažimanje prikupljenih pojmova, njihovih veza i hijerarhije za različite dokumente i materijale.
- Novo korištenje znanja npr. mapiranje timskog znanja
- Institucionalno očuvanje znanja npr. mapiranje stručnog znanja zaposlenika
- Suradnja modeliranog znanja i transfer od stručnog znanja
- Omogućava djeljenje vizija i znanja unutar tima ili tvrtke
- Povećanje smislenog učenja
- Lakše razumijevanje kompliciranih ideja i argumenata
- Proučavanje simetrije kompliciranih ideja i argumenata i povezanih izraza
- Poboljšava jezične sposobnosti
- Lakše razumijevanje veza između pojmova

## Usporedba s umnim mapama
Česta usporedba konceptualnih mapa s umnim mapama. Razlika je što se konceptualne mape baziraju na vezama između pojmova, dok se umne mape baziraju na stablastim strukturama i radialnim hijerarhijama.

## Vanjske poveznice
- The graphic organizer  Arhivirana inačica izvorne stranice od 9. svibnja 2008. (Wayback Machine)